# Buggenhagen
Buggenhagen ist eine Gemeinde im Landkreis Vorpommern-Greifswald, gelegen auf einem Landvorsprung am Peenestrom. Sie wird seit dem 1. Januar 2005 vom Amt Am Peenestrom mit Sitz in Wolgast verwaltet. Bis zum 31. Dezember 2004 war Buggenhagen Teil des Amtes Ziethen. Buggenhagen ist eine der am dünnsten besiedelten Gegenden in Vorpommern.

## Geografie

### Geografische Lage
Buggenhagen befindet sich im Lassaner Winkel und liegt etwa drei Kilometer südlich von Lassan im Naturpark Insel Usedom. Südlich der Gemeinde verläuft der Peenestrom. In der Umgebung befinden sich viele Wälder und Gewässer. Größere Seen im Lassaner Winkel sind der Pinnower See, der Straßensee, der Schlowersee, der Berliner See und der Schloßsee. Weiterhin befindet sich östlich von Buggenhagen die Verbindung des Stettiner Haffs mit dem Achterwasser und der Krumminer Wiek. Größte Waldgebiete sind die Große Heide und das Große Moorholz direkt am Peenestrom, welche mit dem Seidenbruch teilweise unterhalb des Meeresspiegels liegen.
Die größten Erhebungen in der Gemeinde sind der Orgelberg (19 m), der Hasenberg (19 m) und der Kieksberg (25 m). Die bebaute Ortslage befindet sich etwa zwischen 0 und 15 m ü. NHN.

### Gemeindestruktur
| Ortsteile - Buggenhagen - Jamitzow - Klotzow - Wangelkow | Wüstungen und Wohnplätze - Silberkuhl (Wohnplatz) - Klotzower Fähre (Wüstung) |

## Geschichte

### Buggenhagen

Buggenhagen im „Wolgast District“ in der schwedischen Matrikelkarte von 1694

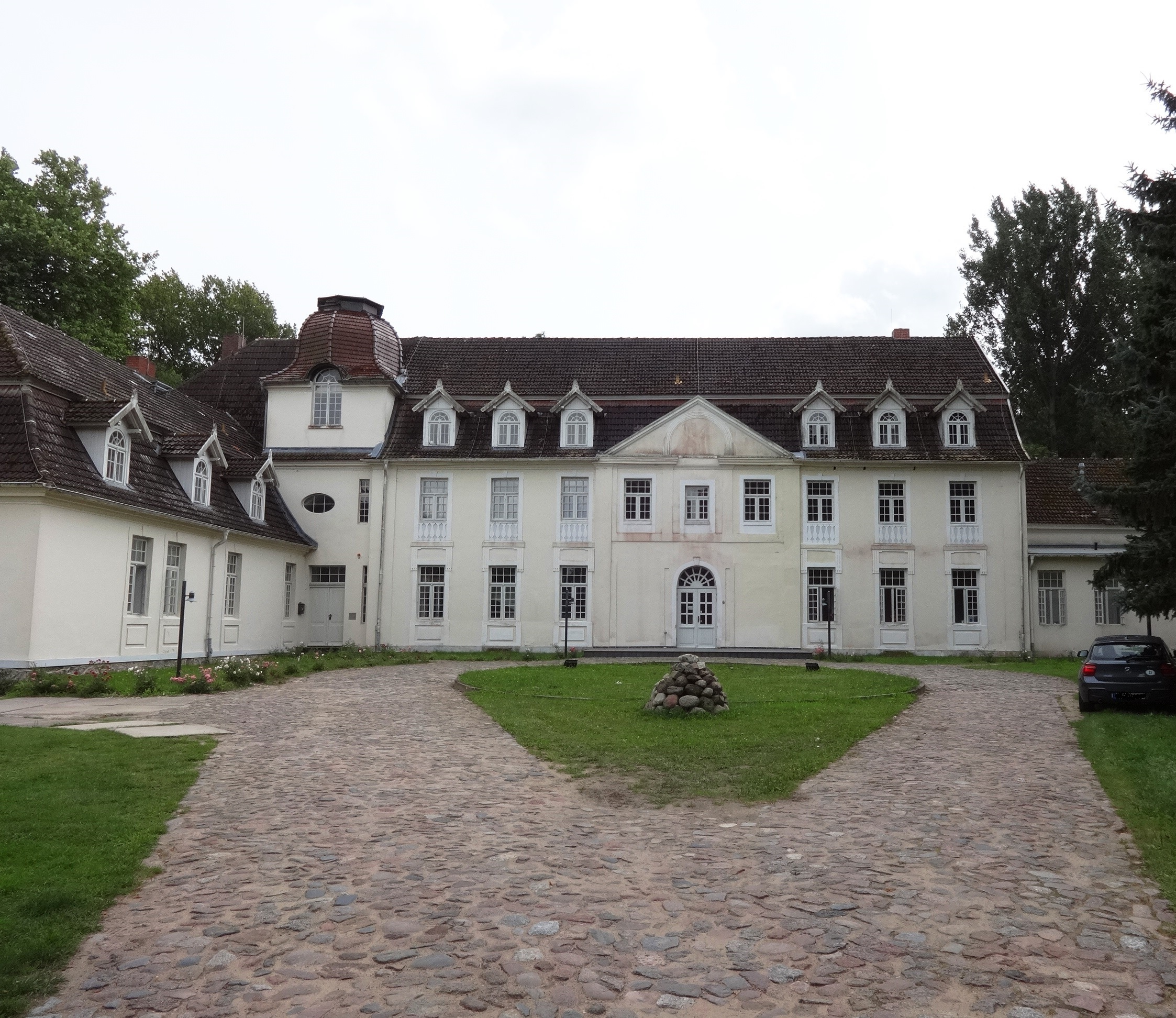
Till-Richter-Museum im Herrenhaus Buggenhagen

Der Ort Buggenhagen wurde erstmals 1618 in der Lubinschen Karte als Bugenhage genannt. Seit 1679 wird die heutige Schreibweise verwandt.
Der Name Buggenhagen stammt vom Adelsgeschlecht derer „von Bughe“. Erwähnt wurde erstmals 1250 in der Gegend eine Burg des Ritters Berend von Bughe (Buggenhagen). 1260 erhielten die Buggenhagens den Lehnbrief vom Herzog. Buggenhagen ist damit vermutlich der älteste Ortsteil der heutigen Gemeinde. Diese Nennungen beziehen sich aber auf die Familie.
Diese Aussage ohne Beleg ist fraglich. Die von Bugh (Bughe, Buch usw.) wurden lt. PUB erst 1282 und ausschließlich auf Rügen genannt. Die von Buggenhagen werden ab 1284 und nochmals 1291 genannt und Urkunden in Lassan, also in der Gegend von Buggenhagen und waren dort besitzlich.
Innerhalb der Familie wechselten die Güter oftmals den Besitzer. Die Linie auf Buggenhagen hatte an Besitzungen:
1. Gut Buggenhagen mit der Pertinenz Silberkuhl und das Gut Züssow
2. Klotzow mit der Pertinenz Wangelkow.

1865 hatte Buggenhagen 109 Einwohner in 19 Familien, der Ort hatte 1 Schule, 12 Wohn- und 14 Wirtschaftsgebäude. 1871 sind 121 Einwohner zu konstatieren.
Das Herrenhaus Buggenhagen wurde laut Preußischem Urmeßtischblatt von 1835 in der ersten Hälfte des 18. Jahrhunderts erbaut. Das Schloss Buggenhagen ist ein zweigeschossiges Gebäude mit hohem Dach und Ziergiebeln. Ende 19. Jh. um vier Achsen verlängert und danach erfolgte der Umbau zur Dreiflügelanlage in U-Form. Das Herrenhaus liegt mitten im ausgedehnten Park abgeschieden vom eigentlichen Gutsgelände. Der Park schließt den Schlosssee mit ein. Es hatte, südlich im Park gelegen, einen Vorgängerbau, der archäologisch nachgewiesen ist, Reste sind noch in dem Messtischblatt (MTB) 1920 verzeichnet. Für 1939 weist das letztmalige amtliche Landwirtschaftliche Adressbuch für die Provinz Pommern zum Rittergut Buggenhagen 743 ha aus. Dazu gehörte noch das Rittergut Klotzow mit 824 ha und das Gut Wangelkow mit 329 ha. Der landwirtschaftliche Betrieb war schon mit Lanz-Bulldog ausgestattet. Die letztgenannten Güter waren seitens der Gutsherrschaft an die Familie Irene Dittmer verpachtet.
Bis zum Ende des Zweiten Weltkrieges im Jahr 1945 war der Ort im Besitz der Adelsfamilie von Buggenhagen. Letzter Vertreter war der Rittmeister a. D. Hans Detloff von Buggenhagen (1879–1943).
Von 1995 bis 2002 wurde es als Hotel genutzt. Seit 2014 dient es als Till-Richter-Museum: Jedes Jahr werden ein oder mehrere junge Künstler eingeladen, einige Monate lange Werke zu schaffen, die anschließend ausgestellt werden.
Vom Dreißigjährigen Krieg bis zum Jahr 1815 gehörte Buggenhagen zu Schwedisch-Pommern, danach zum Königreich Preußen. Seit 1990 gehört Buggenhagen zum Land Mecklenburg-Vorpommern.

### Jamitzow

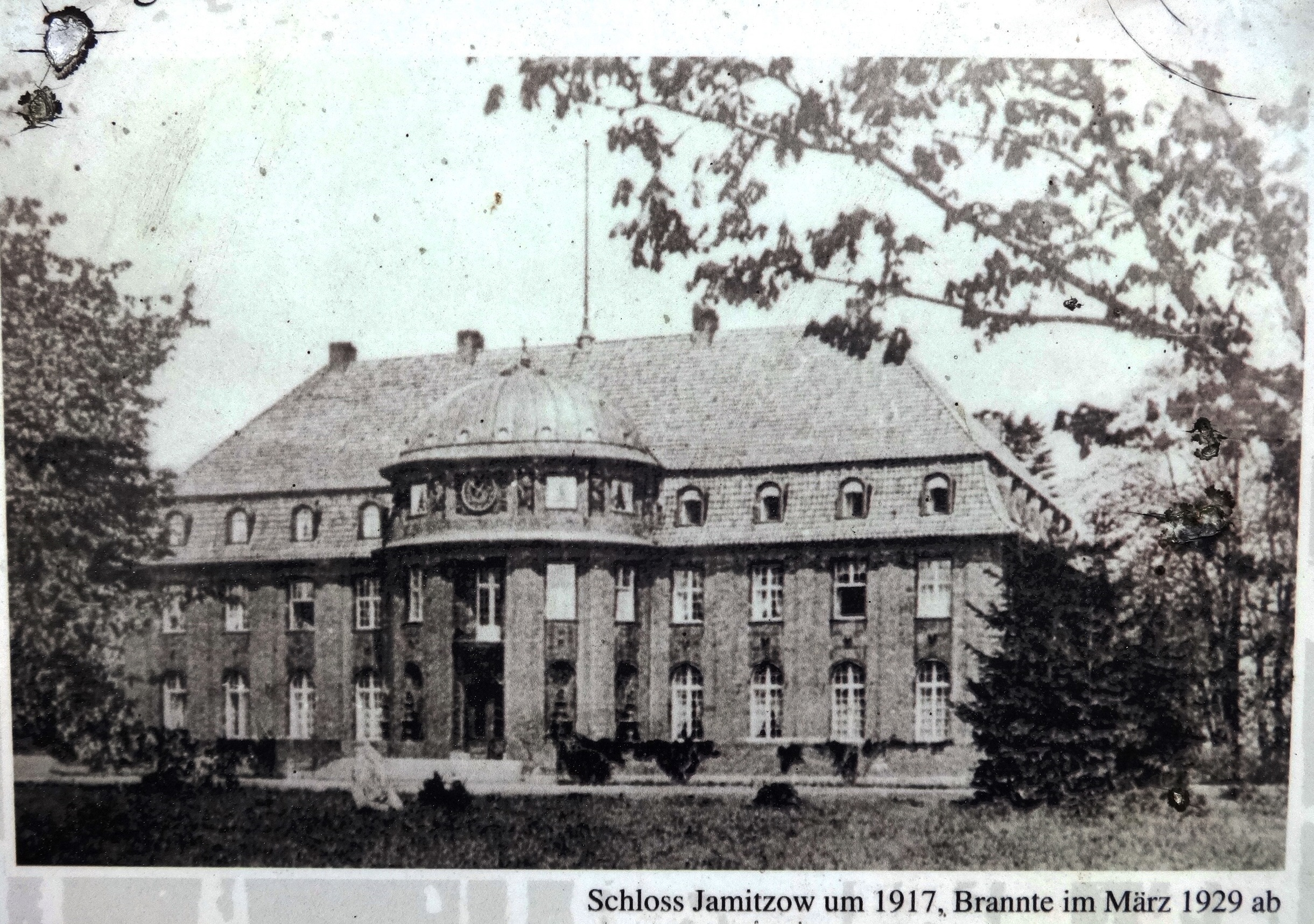
Altes Schloss Jamitzow um 1917, abgebrannt

Der Ortsteil Jamitzow wurde 1315 erstmals urkundlich erwähnt. Der Name leitet sich aus dem slawischen von „Lämmerwiese“ ab. Es war von 14. bis zum 16. Jahrhundert im Besitz der Familie von Köller. Henning und Arnold wurden in der Urkunde von 1315 genannt. Die Adelsfamilie geriet zwischenzeitlich in pekuniäre Schwierigkeiten. Die Witwe des Kurd von Köller-Jamitzow verkaufte aus der Not ihrer Kinder 1469 mit Genehmigung des Landesherrn dem Kloster Marienkrone Stralsund für 100 Mark eine wiederlösbare Rente. Im 16. Jahrhundert ging der Besitz an die Familie von Neuenkirchen über. Die überlebende Tochter Barbara von Neuenkirchen erbte das Gut und heiratete Joachim von Owstin aus der Linie Quilow.
Bei Niemeyer ist die Erstnennung von Jamitzow als „Jamesouw“ erst 1496 angegeben. Im Jahr 1618 wurde das Dorf in der Lubinschen Karte mit „Jamzow“ bezeichnet. Es erstreckte sich früher weiter in Richtung Peene und wurde häufig von Überschwemmungen heimgesucht. Deshalb wurde es auf den heutigen Standort verlegt.
Um 1631 errichtete Jochen Kuno von Owstin das Herrenhaus. Erbe wurde der Sohn Joachim Rüdiger von Owstin auf Jamitzow, späterer königlich schwedischer Vizepräsident des Obertribunals Wismar. Er und seine nachfolgenden Generationen nutzten es als Wohnsitz, bis es 1910 wegen Baufälligkeit abgerissen werden musste. Die Linie starb 1698 aus, und so gelangte das Rittergut in den Besitz der Familien von Normann, 1829 von Krauthoff sowie durch Hochzeit an die Freiherren von Romberg. Luise von Krauthoff-Jamitzow hatte sich 1870 mit dem preußischen Premierleutnant Richard Freiherr von Romberg (1841–1874) verbunden, der so zum Jamitzower Gutsbesitzer wurde. Das Gut erbte die Tochter Elisabeth von Romberg.
1865 hatte Jamitzow 120 Einwohner in 24 Familien, der Ort hatte 16 Wohn- und 13 Wirtschaftsgebäude.
1905 war Gut Jamitzow mit 818 ha im Eigentum der brandenburgischen Adelsfamilie von Klitzing. 1911 ließ der neue Besitzer, Konsul Franz Frischen das Haus abreißen und ein neues Gebäude nach Plänen des Berliner Architekten Heinz Lassen mit 50 Zimmern für 350.000 Reichsmark errichten. Frischen starb am 26. März 1917 und wurde zunächst in Jamitzow beigesetzt, bevor seine Gebeine nach Düsseldorf überführt wurden. Nach dem Pommerschen Güter-Adressbuch von 1921 war dann der Rittmeister Kurt Eichwede der Jamitzower Gutsherr. Letzte Gutsherrin war nach dem Gothaischen Hofkalender von 1942 Maria Clementine Erna Gräfin von Lüttichau, verwitwete Gräfin von Schweinitz, geborene von Kramsta (1882–1969). Sie war gleichzeitig Besitzerin des Gutes Bulau in Niederschlesien. Gut Jamitzow umfasste 1939 belegbare 818 ha Land. Betreut wurde der Besitz vor Ort von Administrator Siegfried Callies. Administratoren wurden zumeist durch die Kreditgeber in der Land- und Forstwirtschaft dem Eigentümer anheim gegeben.
Im März 1929 brannte das Schloss ab, wurde aber wieder aufgebaut. Das neue Haus ist ein Klinkerbau, mit einer seltenen rundbogigen mittigen Tordurchfahrt. 1947 brannte der zugehörige Marstall ab.

### Klotzow

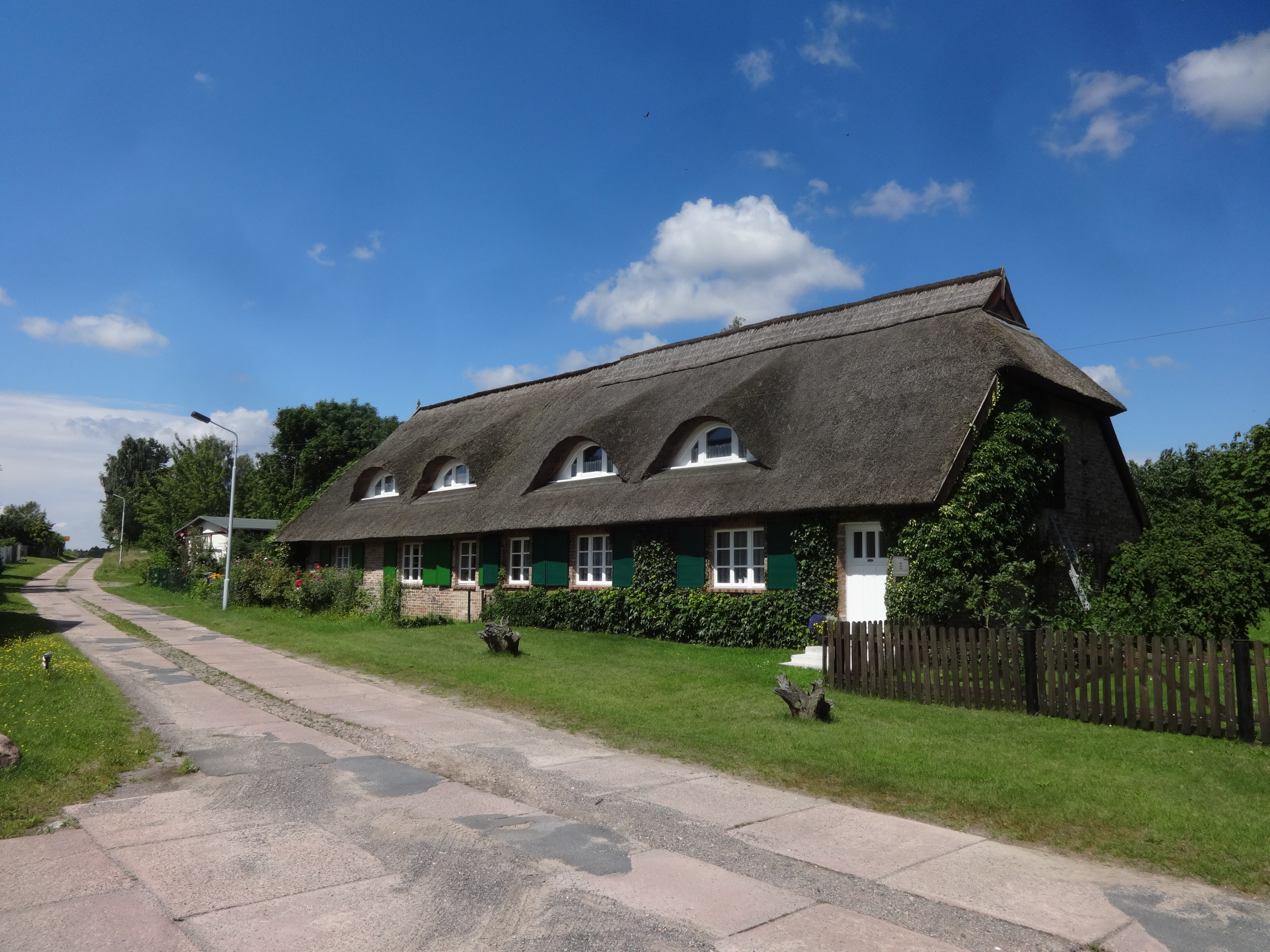
Klotzow

Klotzow wurde erstmals urkundlich 1267 als Clotsow genannt. Ab 1631 erfolgten dann die Nennungen überwiegend mit dem aktuellen Namen. Der slawische Name wird mit „dumpfes Geräusch“ gedeutet.
Klotzow war ein Rittergut der Familie von der Lüe (auch Lühe) um 1425. Danach gehörte es nebst der Pertinenz Wangelkow der Familie von Neuenkirchen und der Familie von Mevius. 1669 ging der Besitz an Baltzer von Horn auf Ranzin. Bis 1795 blieb es in der Familie von Horn, die dann an Graf Wilhelm von Mellin verkaufte. Schließlich kam das Gut mit Pertinenz nach den intensiven Forschungen von Carl Gesterding bereits 1798 an die Familie von Buggenhagen. Erwerber war damals der Kurator der Universität Greifswald und Kommandeur des Wasaordens, der Buggenhagener Grundherr Ernst Christoph von Buggenhagen.
1865 hatte Klotzow, aber mit Fähre 133 Einwohner in 25 Familien, der Ort hatte 13 Wohn- und 14 Wirtschaftsgebäude, sowie 1 Fabrik (?).  Vor 1939 agierte die Landwirtin Irene Dittmer als Pächterin des Rittergutes Klotzow, 824 ha. Am 1. Januar 1951 wurde Klotzow eingemeindet.

### Wangelkow
Wangelkow wurde erstmals 1371 als „Wanghelkow“ urkundlich genannt. Der Name bedeutet im slawischen „Kohle“, also für das Gebiet ein ungewöhnlicher Name.
Die Besitz-Geschichte siehe bei Klotzow, da Wangelkow stets Pertinenz zu Klotzow war. Wangelkow war ein typisches Gutsdorf mit dem dominanten Gut und den Landarbeiterkaten neben dem Gut. 1766 verkaufte die Familie von Berglasen ihr Gut Klotzow und die Meierei Wangelkow. Mitte des 19. Jahrhunderts bildete Wangelkow als Teil von Klotzow ein eigenständiges Majorat unter Ernst von Buggenhagen.
1865 hatte der Ort 27 Einwohner in 5 Familien sowie 2 Wohn- und 4 Wirtschaftsgebäude. Um 1920 war der Rittmeister Hans-Detlev von Buggenhagen-Buggenhagen Besitzer des 329 ha großen Rittergutes Wangelkow. Auch Gut Wangelkow war um 1940 in Pacht bei Irene Dittmer.
Nach 1945 hat sich der Dorfkern in Richtung See verändert. Vom Gutshof blieb das Verwalterhaus und wenige Wirtschaftsgebäude. Der Gutspark hat sich zum Waldgebiet entwickelt.

### Klotzower Fähre (Wüstung)

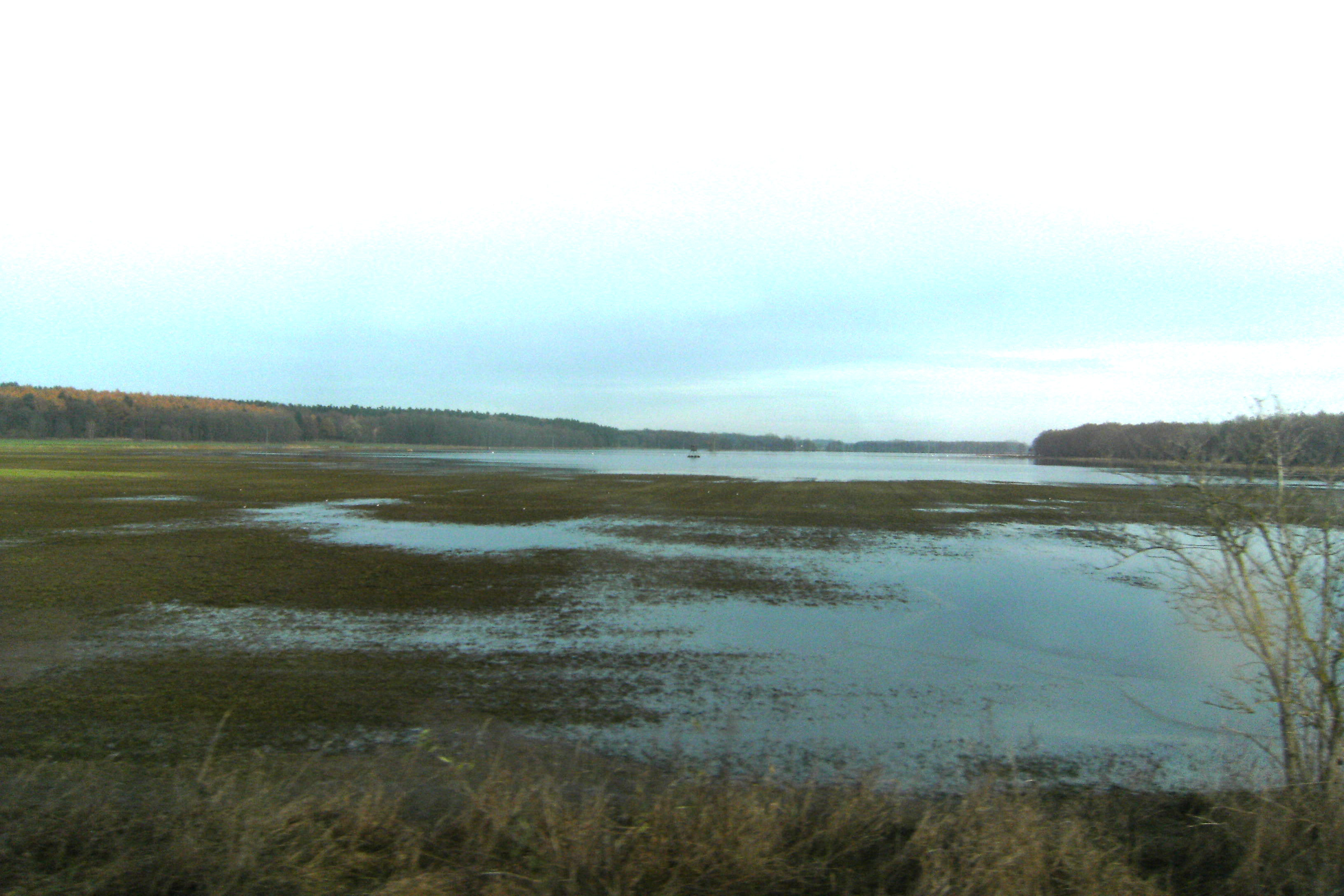
Blick zum Damm Klotzower Fähre

Dieser Ort wurde 1792 als Klotzowis Fähre erwähnt. Der Ort liegt wüst, er bestand nur aus dem Fährgehöft, das mit dem Bau der Zecheriner Brücke keine Bedeutung mehr hatte. 1868 wurde der Ort mit dem aktuellen Namen genannt, letztmals 1932 in den Gemeindeverzeichnissen. Namensdeutung siehe → Klotzow.
Heute liegt der Damm von Klotzow zur ehemaligen Fähre unter Wasser, wie auch die ganze Umgebung. Die Polder wurden in den letzten Jahren geflutet.

### Silberkuhl (Wohnplatz)
Silberkuhl wurde als solches 1782 erstmals genannt. Im Ort waren eine Meierei, ein Fischerhaus und eine Fähre. Als Ort hört er um 1900 auf zu bestehen, es ist nur noch ein Forsthaus mit dem Namen vorhanden. 1823 galt Silberkuhl als adelige Meierey mit 12 Seelen. 1862 wurde in der regionalen Geschichtsschreibung Silberkuhl als Silberort bezeichnet.
1865 hatte der Ort 12 Einwohner in 3 Familie, es gab 2 Wohn- und 3 Wirtschaftsgebäude. Im Folgejahr sind 11 Einwohner nach statistischen Daten belegt. Zu diesem Zeitpunkt ist Silberkuhl auch weiterhin Zubehör des Fideikommissgutes Buggenhagen. Dieses Status bleibt über 1914 und auch über 1921 nach den jeweiligen Güter-Adressbüchern Pommern erhalten.

## Politik

### Wappen, Flagge, Dienstsiegel
Die Gemeinde verfügt über kein amtlich genehmigtes Hoheitszeichen, weder Wappen noch Flagge. Als Dienstsiegel wird das kleine Landessiegel mit dem Wappenbild des Landesteils Vorpommern geführt. Es zeigt einen aufgerichteten Greifen mit aufgeworfenem Schweif und der Umschrift „GEMEINDE BUGGENHAGEN * LANDKREIS VORPOMMERN-GREIFSWALD“.

## Sehenswürdigkeiten

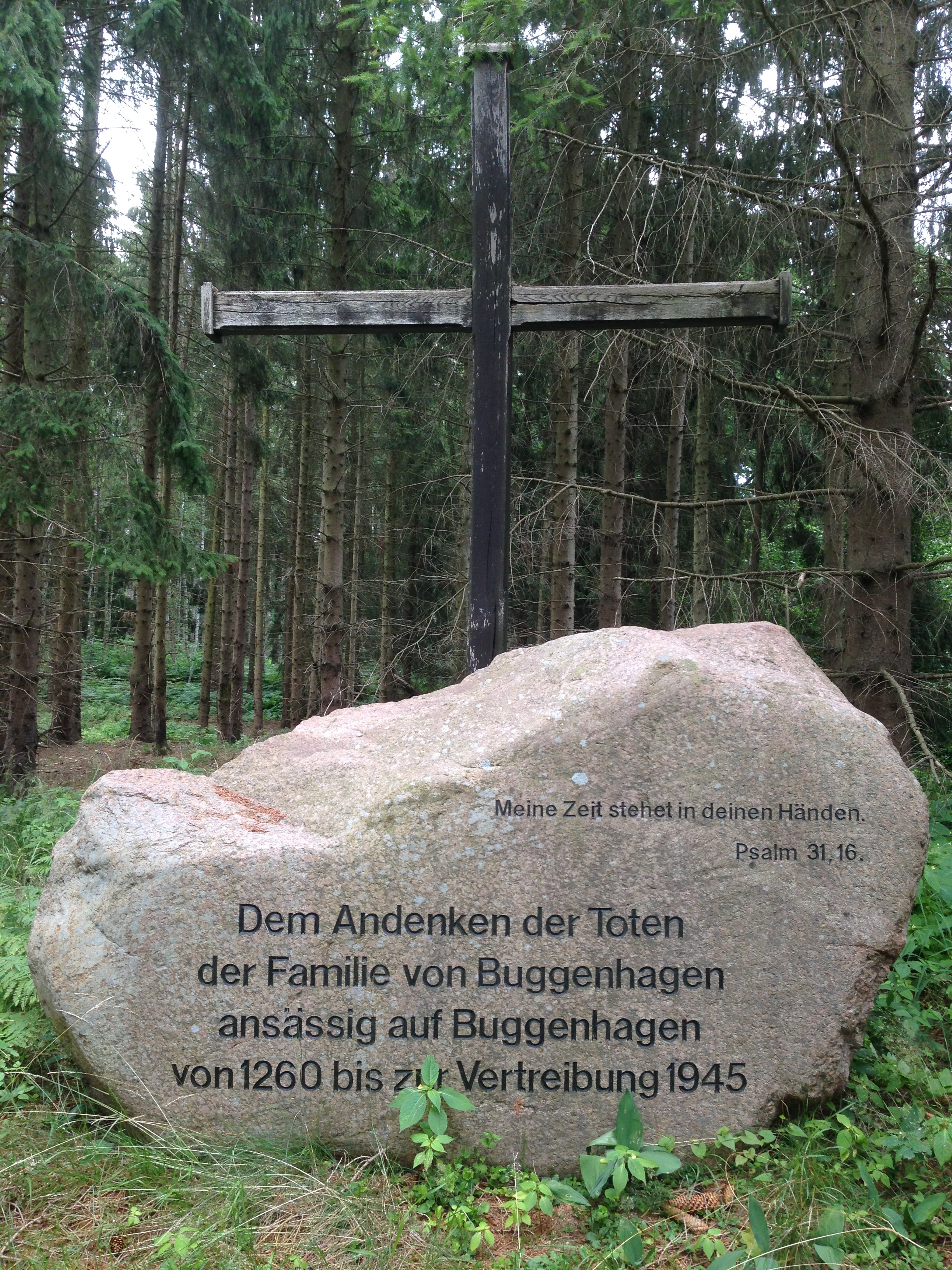
Gedenkstein der Familie von Buggenhagen bei Buggenhagen

- Herrenhaus Buggenhagen aus dem 18. Jahrhundert (1995–2002 als Hotel genutzt, seit 2013 beherbergt es das Till-Richter-Museum) am Schloßsee
- Schlosspark Buggenhagen
- Gutshaus Jamitzow
- Künstlerhaus Alte Schule in Klotzow
- Ökohöfe in Wangelkow[29]

## Wirtschaft und Infrastruktur

### Verkehr
Südlich der Gemeinde verläuft die Bundesstraße 110.